# Nhóm ngôn ngữ Maa
Nhóm ngôn ngữ Maa thuộc nhóm ngôn ngữ Đông Nin, gồm các ngôn ngữ (hoặc từ góc độ ngôn ngữ học, phương ngữ, vì chúng có vẻ dễ thông hiểu lẫn nhau) có liên quan chặt chẽ với nhau được nói ở Kenya và Tanzania bởi hơn một triệu người. Chúng được chia thành Maa Bắc và Maa Nam. Nhóm ngôn ngữ Maa có liên quan đến nhóm ngôn ngữ Lotuko được nói ở Nam Sudan.

## Lịch sử
Trong quá khứ, một số dân tộc đã từ bỏ ngôn ngữ của họ để tiếp nhận ngôn ngữ Maa, thường sau thời kỳ tiếp xúc văn hóa và kinh tế mạnh mẽ. Trong số các dân tộc đã đồng hóa với các dân tộc Maa là Aasáx (Asa) và El Molo (tộc săn bắn-hái lượm trước đây nói ngôn ngữ Cushit) và Mukogodo-Maasai (Yaaku) (một tộc người nuôi ong và săn bắn-hái lượm, nói ngôn ngữ Đông Cushit). Người Okiek ở miền bắc Tanzania, một tộc nói ngôn ngữ Nam Nin Kalenjin, đang chịu ảnh hưởng mạnh mẽ từ người Maasai.

## Ngôn ngữ
- Maa Bắc 
  - Samburu (được nói bởi người Samburu)
  - Camus (hay il-Chamus, tên tự gọi; đôi khi được coi là một phương ngữ của tiếng Samburu)
- Maa Nam 
  - Maasai (được nói bởi các dân tộc Maasai)
  - Ngasa hoặc Ongamo (biến mất hoặc chí ít là bị đe doạ; hầu hết người nói đã chuyển sang tiếng Chaga) (Sommer 1992: 380).

Một phương ngữ Maa cũng được người Baraguyu ở Trung Tanzania nói, trong một khu vực được gọi là đầm lầy Makata gần Morogoro, Tanzania. Một phương ngữ Maa Kenya khác từng tồn tại, Kore. Sau khi bị người Maasai Purko đánh bại vào những năm 1870, người Kore đã trốn sang đông bắc Kenya, nơi họ bị người Somali bắt giữ. Sau nhiều năm làm việc như đầy tớ hoặc nô lệ trong các hộ gia đình Somalia, họ đã được các lực lượng đế quốc Anh giải thoát vào khoảng cuối thế kỷ 19. Họ đã mất ngôn ngữ riêng và nói tiếng Somali. Việc mất gia súc đã đưa họ đến đảo Lamu vào nửa sau của thế kỷ 20, nơi họ sống ngày nay.

## Phục dựng
Ngôn ngữ Ongamo-Maa nguyên thủy đã được Vossen & Rottland (1989) phục dựng.